# Instituto de Ciência Política da Universidade de Brasília
O Instituto de Ciência Política da Universidade de Brasília (IPOL/UnB) é uma unidade acadêmica localizada no Campus UnB Darcy Ribeiro. O instituto é responsável pela graduação em Ciência Política e pela oferta de disciplinas para outros cursos correlatos como Relações Internacionais, Ciências Sociais, Ciências Econômicas, Gestão de Políticas Públicas, entre outros. Além disso, é responsável pela pós-graduação: curso de especialização em Assessoria Política, Governo e Políticas Públicas, mestrado e doutorado em Ciência Política, com duas áreas de concentração, a primeira, Democracia e Sociedade, a segunda, Política e Instituições.

## História
Nos primeiros anos da fundação da Universidade de Brasília, havia cursos-tronco organizado em institutos centrais. Um desses institutos era o Ciências Jurídicas e Políticas. Durante o regime militar, nos anos de 1967 e 1968, a UnB começou a recompor seu corpo docente e a reestruturar o  currículo na área de Ciências Sociais Em 1969, professores foram contratados para implantar este o novo curso de graduação em Ciências Sociais, que havia sido criado no Brasil quando o curso de Sociologia Política foi extinto pelo governo militar. Nesta época havia o Departamento de Ciência Política vinculado ao Instituto de Ciências Humanas, o departamento era responsável por essa concentração no curso de Ciências Sociais, as outras duas eram Antropologia e Sociologia.
Em 1974, é criado o curso de Relações Internacionais, o primeiro do Brasil. Inicialmente abrigado sob a direção do Instituto de Ciências Humanas, ele passou a integrar conjuntamente com a Ciência Política um novo departamento criado em 1976 com o apoio do Ministério das Relações Exteriores, o Departamento de Ciência Política e Relações Internacionais.
A partir de 1984, o Departamento de Ciência Política e Relações Internacionais passou a abrigar dois programas de Mestrado, o que denota o caráter inovador da instituição, visto que se tratava então do primeiro Mestrado em Relações Internacionais a ser implantado no Brasil e um dos primeiros Mestrados em Ciência Política do país. No início dos anos 1980, o Departamento de Ciência Política e Relações Internacionais, até então vinculado ao Instituto de Ciências Humanas, passou a integrar a Faculdade de Estudos Sociais Aplicados (FA).
No final de 1994, o CONSUNI transformou o Departamento de Ciência Política e Relações Internacionais no Instituto de Ciência Política e Relações Internacionais, dividido em dois departamentos separados. Posteriormente, eles foram divididos, originando o Instituto de Ciência Política (IPOL) e o Instituto de Relações Internacionais (IREL).

## Infraestrutura

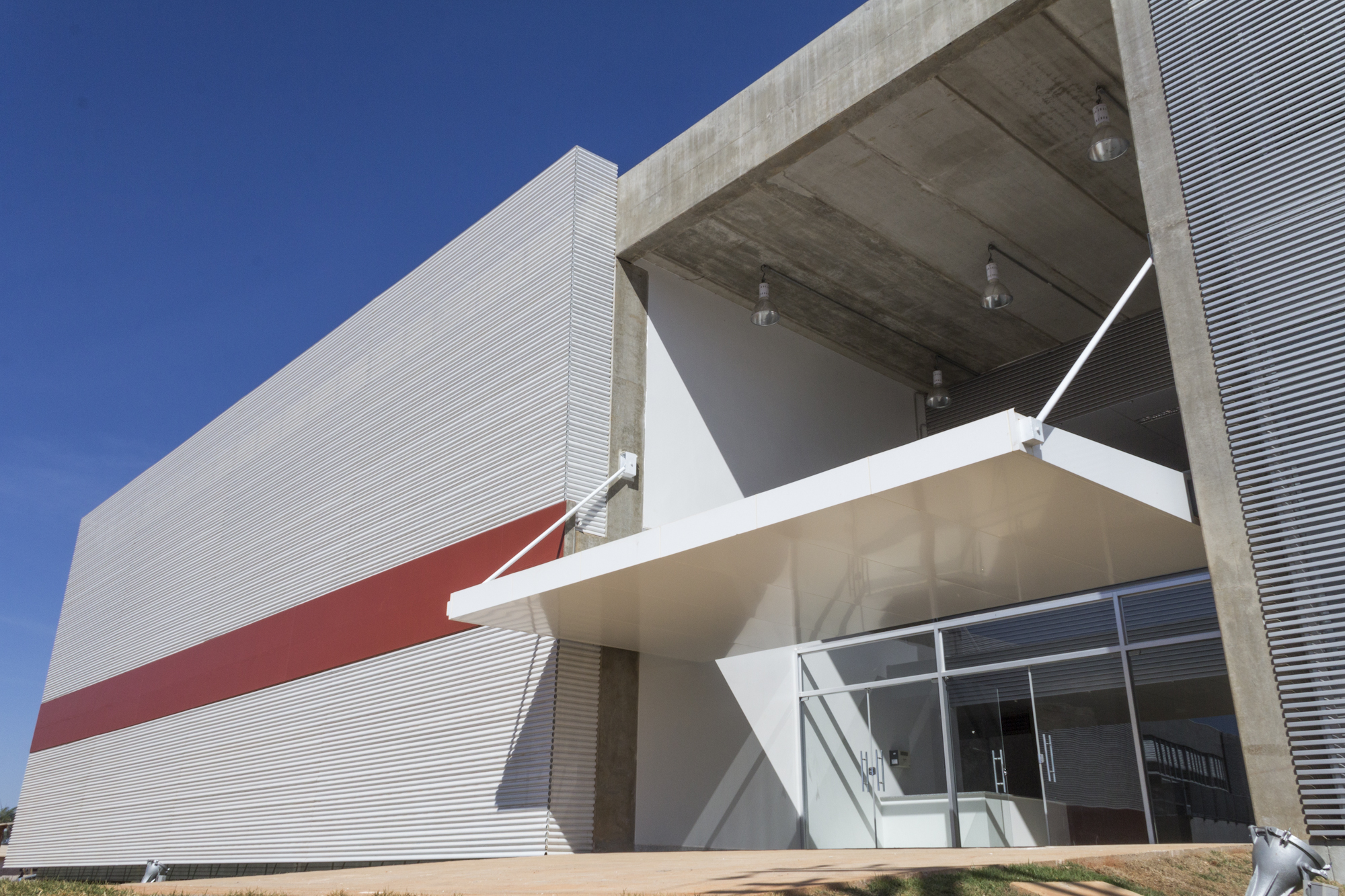
Entrada do prédio IPOL/IREL

O Instituto de Ciência Política divide o prédio com o Instituto de Relações Internacionais.